# نسیم عبدالعلی
نسیم عبدالعلی (انگلیسی: Nacim Abdelali؛ زادهٔ ۱۹ دسامبر ۱۹۸۱) بازیکن فوتبال اهل الجزایر است.